# Astragalus abditus
Astragalus abditus es una especie de planta del género Astragalus, de la familia de las leguminosas, orden Fabales.
Fue descrita científicamente por el botánico alemán Dieter Podlech.